# Gruyère français
Cet article concerne le fromage d'origine française et son appellation. Pour le fromage suisse, voir Gruyère suisse. Pour les autres significations, voir Gruyère.
Ne doit pas être confondu avec Comté (fromage), Emmental français est-central ou Emmental de Savoie.
Le gruyère français est un fromage fabriqué en Franche-Comté et en Savoie. C'est un fromage au lait cru de vache, à pâte pressée cuite, dont la meule a un poids moyen de 42 kg. Il contient des trous, particularité qui provient de la température pendant la phase de maturation, plus élevée pour le gruyère de France que pour le gruyère suisse.
L'appellation Gruyère de France est préservée par le biais d'une Indication géographique protégée européenne.
Sa couleur et son goût varient en fonction de l'alimentation des vaches, qui influe sur la composition du lait.

## Histoire
La première mention du mot gruyère pour désigner un fromage apparaît au XVIIe siècle en Gruyère dans le canton de Fribourg en Suisse, région connue depuis l'Antiquité pour la fabrication de fromage gras.
L'invention du fromage de Gruyère tel qu'on le connaît aujourd'hui (fromage à pâte dure, mûri à des températures et dans des conditions précises, après caillage à la présure de lait chauffé à basse température) est la conséquence de l'évolution agro-pastorale des populations des Préalpes fribourgeoises et de leur économie au cours du XVIIe siècle, comme le montrent les travaux de Nicolas Morard.
Pendant le XVIIIe siècle, des Fribourgeois s'établissent dans les cantons de Vaud, du Valais, en Franche-Comté et en Savoie, exportant avec eux leur savoir-faire.
En 1762, l'Académie française ajoute le mot gruyère à son dictionnaire en spécifiant qu'il s'agit d'un fromage provenant de la région de Gruyères en Suisse. Puisqu'il provient d'un toponyme, ce mot est un onomastisme.
Le comité Interprofessionnel des producteurs de Comté employait l'appellation « gruyère de Comté » avant d'imposer le terme Comté seul.
Dans le langage courant, le mot gruyère était utilisé, au XXe siècle, pour désigner tous les fromages à pâte cuite, en particulier pour désigner du gruyère râpé.

## Protections d'appellation du produit agricole français

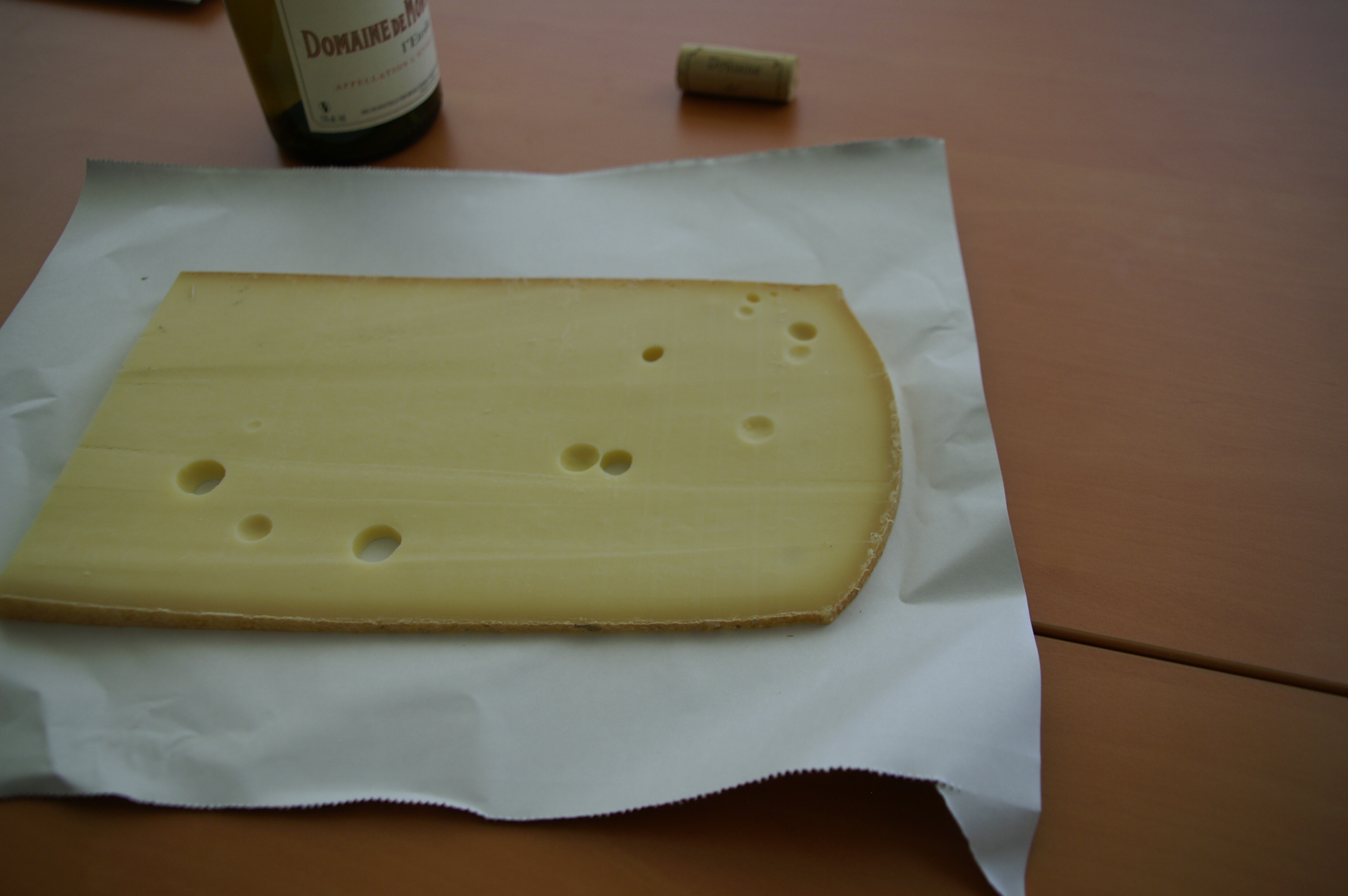
Tranche de gruyère : les trous de petite taille, le développement d’arômes et de saveurs obtenus par fermentation en chambre chaude sont une caractéristique de ce fromage.

La convention internationale de Stresa sur les fromages de 1951 reconnaît que l'appellation « gruyère » est une propriété franco-suisse, les deux pays possédant son droit d'utilisation.
En 2001, l’Interprofession du Gruyère, association regroupant les acteurs de la production du gruyère suisse, obtient l’appellation d’origine contrôlée suisse pour le produit suisse.
La protection de l'appellation a d'abord existé en France sous la forme d'une appellation d'origine contrôlée française, instaurée en 2007. La France a également demandé une reconnaissance du nom au niveau de l'Union européenne, en introduisant une requête d'appellation d'origine protégée européenne. À la suite du contentieux entre les producteurs des deux pays, la France a finalement accepté les recommandations de la Commission européenne, et renoncé à l’AOP au profit d'une indication géographique protégée européenne. L'AOC française est abrogée en 2012 et l'IGP européenne est instaurée.
L'appellation française « gruyère », protégée par une IGP de la Communauté européenne depuis 2013, se distingue donc de l'appellation suisse homonyme, préservée par une AOP reconnue depuis 2011 par la Communauté européenne,. Entre autres différences d'aspect, la pâte du gruyère français doit avoir des trous, alors que le gruyère suisse n'en possède pas,. Le cahier des charges de l'IGP européenne du fromage français prévoit aussi l'utilisation de lait cru (comme pour le gruyère suisse) de races de vaches locales (montbéliarde, simmental française, abondance, tarentaise et vosgienne). Leur alimentation se fait à base d’herbe pâturée, de foin, de céréales, à l’exclusion de toutes formes d’aliments fermentés, et sans OGM,. L'affinage dure 4 mois minimum. Les meules d'environ 42 kg, font 53 à 63 cm de diamètre pour 13 à 16 cm d'épaisseur. La pâte de couleur ivoire à jaune pâle, est ferme et présente des trous  de grosseur variant entre le petit pois et la cerise.

## Production
La production du gruyère de France et du lait pour sa fabrication se concentre sur cinq départements : le Doubs, le Jura, la Haute-Saône, l'Ain, la Savoie et la Haute-Savoie, ainsi que sur quelques communes de départements limitrophes. Son affinage peut être réalisé ailleurs dans la zone.
Ce sont environ 200 exploitations laitières qui fournissent le lait à neuf sites de fabrication situés dans le Doubs (Charmauvillers, Guyans-Vennes, Indevillers, Les Plains-et-Grands-Essarts, Trévillers), en Haute-Saône (Aboncourt-Gesincourt, Larians-et-Munans), et en Savoie à Saint-Germain-la-Chambotte. Trois caves d'affinage s'occupent d'environ 52 000 meules par an, ce qui représente environ 1 700 tonnes commercialisées par an,.